# ريتشارد إليسون
ريتشارد إليسون (21 سبتمبر 1959 في المملكة المتحدة - ) (بالإنجليزية: Richard Ellison)‏ هو لاعب كريكت بريطاني. شارك مع منتخب إنجلترا للكريكت. أما مع النوادي، فقد لعب مع فريق تسمانيا للكريكت وKent County Cricket Club ‏.

## وصلات خارجية
- ريتشارد إليسون على موقع إي آس بي آن كريك إنفو (الإنجليزية)